# Ralf Schumacher
Ralf Schumacher (Hürth-Hermülheim, Alemania; 30 de junio de 1975) es un expiloto de automovilismo alemán. Corrió en Fórmula 1 desde 1997 hasta 2007 para los equipos Jordan, Williams y Toyota, logrando un total de seis victorias y 27 podios. Sus mejores resultados de campeonato fueron cuartos puestos en 2001 y 2002, quintos en 2000 y 2003, y sexto en 1999 y 2005.
Tras retirarse de la Fórmula 1, Schumacher participó en el DTM para la marca Mercedes-Benz desde 2008 hasta 2012, logrando dos podios y un octavo puesto final en 2011. Es el hermano menor del 7 veces campeón de Fórmula 1 Michael Schumacher (n. 1969) y padre de David Schumacher (n. 2001), también piloto. Tiene también un medio hermano, Sebastian Stahl (n. 1978), piloto de turismos, mientras que su sobrino Mick Schumacher (hijo de Michael) fue piloto de Fórmula 2, en la cual salió campeón en 2020, también fue piloto para Haas F1 Team entre 2021 y 2022.

## Carrera

### Inicios
Al igual que su hermano, Ralf comenzó desde temprana edad manejando kartings en la pista de la cual su padre Rolf era dueño, en su ciudad natal Kerpen.
En 1995 finalizó tercero en el campeonato de Fórmula 3, tras lo cual obtuvo el título de Fórmula Nippon (la ex Fórmula 3000 japonesa) en el año 1996. En esa temporada, también obtuvo dos victorias.

### Fórmula 1
El debut de Ralf en la máxima categoría se produjo en el año 1997, con Jordan. Ya en su tercera carrera, en Argentina, logró alcanzar el podio y se convirtió en el piloto más joven que lo había hecho hasta entonces. En 1999 partió hacia la escudería Williams, donde obtuvo el sexto lugar en el campeonato de pilotos en su primera temporada.
La temporada 2000 fue considerada por muchos como una frustración importante en la carrera de Ralf. El hecho de utilizar propulsores BMW hacía creer que se podrían alcanzar algunas victorias, pero los numerosos problemas mecánicos hicieron que apenas pueda igualar su marca de 3 podios de la temporada anterior. En 2001, no obstante, logró tres victorias en Imola, Montreal y Hockenheim.

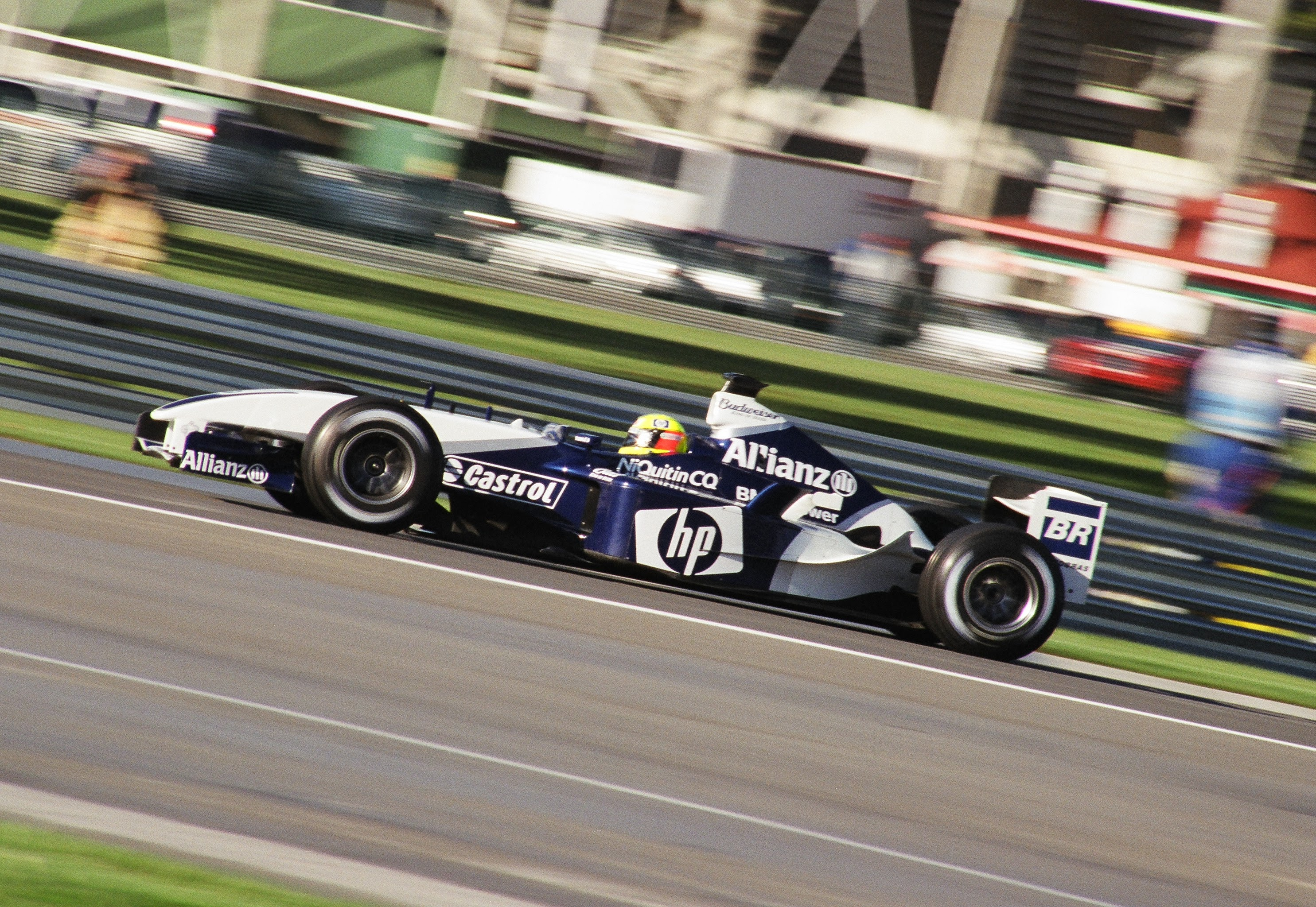
Ralf Schumacher conduciendo el Williams F1 en el Gran Premio de Estados Unidos del año 2003.

En 2002 obtuvo una victoria más en el Gran Premio de Malasia, y en 2003 alcanzó con el Williams FW25 el máximo escalón del podio en dos ocasiones (Nürburgring y Francia). Con estas últimas contribuciones, colaboró para que Williams pudiera alcanzar el segundo puesto en el campeonato de constructores tanto en 2002 como en 2003.
El 20 de junio de 2004, Ralf sufrió lesiones al accidentarse durante el Gran Premio de Estados Unidos. En el accidente, el piloto se vio sometido a fuerzas del orden de 78 G, lo cual lo hizo uno de los más intensos en la historia del automovilismo. El piloto sufrió dos fracturas menores en la columna, y fue sustituido por los pilotos Marc Gené primero, y Antônio Pizzonia después. Volvió meses después a la competición para finalizar su contrato con el equipo de Frank Williams.
En 2005, Ralf comenzó una nueva era en su carrera deportiva al unirse al equipo Toyota, en el que, a lo largo de sus tres años de andadura en la escudería japonesa, obtuvo tres podios como mejores resultados. Al finalizar la temporada 2007, Ralf decidió marcharse de Toyota, aunque no tenía muchas posibilidades de quedarse en el equipo.

### DTM

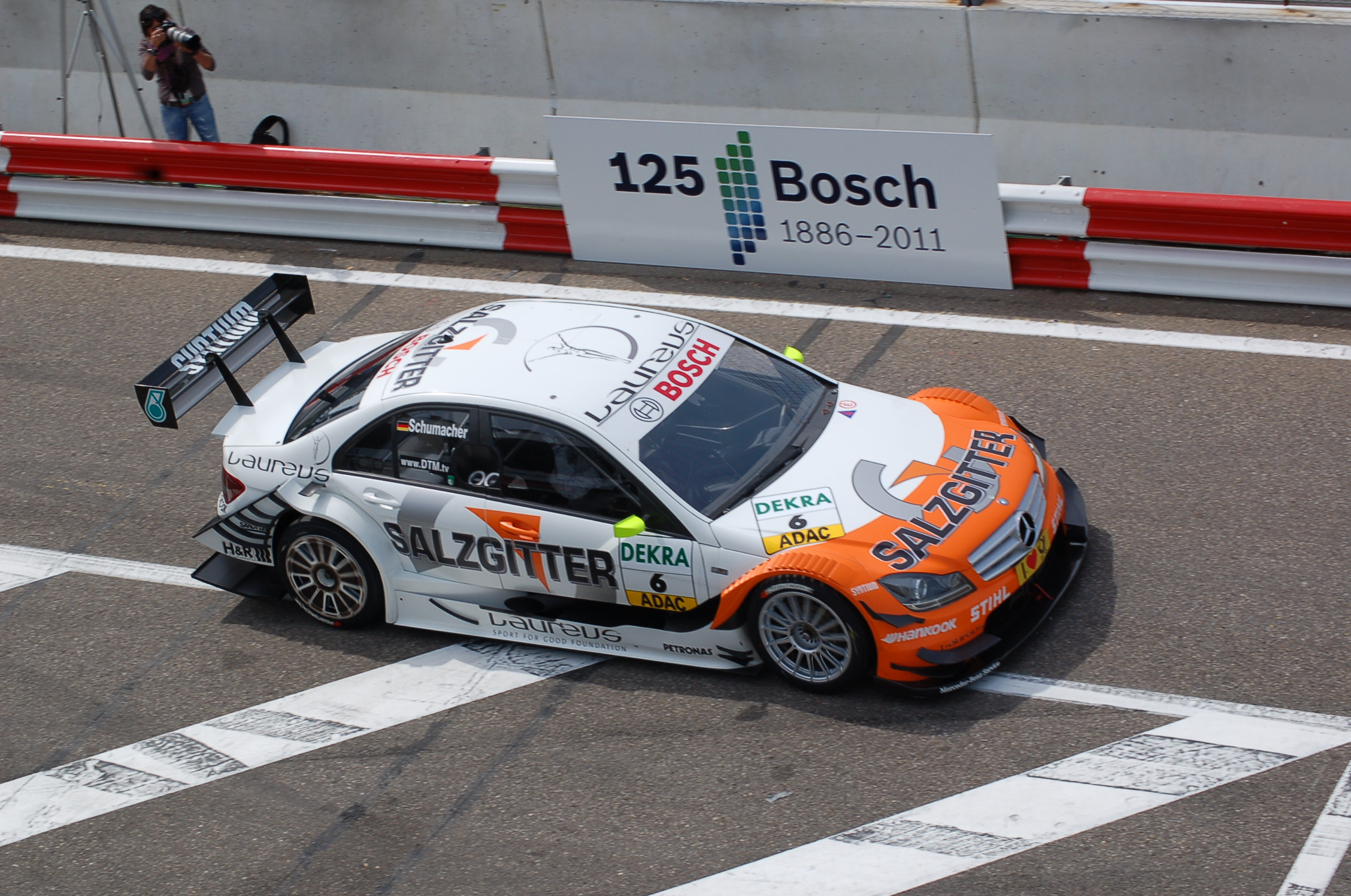
Ralf en el DTM de 2011, conduciendo un Mercedes.

A partir de 2008, Schumacher centró su carrera en el DTM. Debutó con un Mercedes-Benz Clase C modelo 2007 del equipo Mücke, con el que finalizó 14.º con tres puntos. El alemán pasó para la temporada 2009 a HWA, el equipo oficial de Mercedes-Benz en el DTM, donde accedió a un modelo de última generación. Logró un quinto, un sexto y un séptimo lugar como únicos resultados puntuables, que le otorgaron 9 puntos para quedar 11.º en la tabla final.
En su tercer año en la categoría, Schumacher puntuó una sola vez en 2010. El sexto puesto le valió tres puntos y la 14.ª posición de campeonato. Continuando con el Mercedes-Benz de última generación en la temporada 2011, el piloto logró dos podios que serían los únicos en la etapa. Luego puntuó en otras dos pruebas, de modo que acumuló 21 puntos para quedar octavo en el certamen.
Gracias a una escala de puntuación extendida ante la llegada de BMW a la categoría para 2012, Schumacher puntuó en cuatro pruebas de diez, con un séptimo como mejor resultado. Los diez puntos lo colocaron en la 17.ª posición final. Meses después, Schumacher anunció su retiro como piloto.

## Vida personal
Se casó en 2001 con la exmodelo Cora-Caroline Brinkmann. Ese mismo año nació a su hijo David. Se divorciaron en 2015, disputándose la custodia de su hijo y más de 100 millones de euros. En julio de 2024, Schumacher hizo pública su homosexualidad a través de las redes sociales con una foto con su actual pareja, convirtiéndose en el cuarto piloto de automovilismo en declarar abiertamente no ser heterosexual, tras Mário de Araújo Cabral, Mike Beuttler y Lella Lombardi.
En 2011 fue nombrado Embajador de los Premios Laureus.
Su hermano Michael debutó en Fórmula 1 en 1991 luego de ganar varios campeonatos menores. Es, junto con Lewis Hamilton, el máximo campeón mundial de F1 con siete títulos, obtenidos con Benetton y Ferrari en 1994, 1995 y entre 2000-2004; se retiró en 2012. Su sobrino Mick fue campeón de Fórmula 3 Europea, y ha ganado el campeonato de Fórmula 2 en 2020. Actualmente es piloto reserva de Mercedes en Fórmula 1.

## Resumen de carrera
| Temporada | Categoría                           | Equipo                                  | Carreras | Poles | Victorias | Puntos | Pos. |
| --------- | ----------------------------------- | --------------------------------------- | -------- | ----- | --------- | ------ | ---- |
| 1992      | Fórmula BMW Junior                  | ?                                       | 10       | ?     | ?         | 66     | 6.º  |
| 1993      | Fórmula BMW Junior                  | ?                                       | ?        | ?     | ?         | ?      | 2.º  |
| 1994      | Campeonato de Alemania de Fórmula 3 | Opel Team WTS                           | 19       | 2     | 1         | 158    | 3.º  |
| 1994      | Gran Premio de Macao                | Mild Seven WTS Racing                   | 1        | 0     | 0         | N/A    | 4.º  |
| 1994      | Gran Premio de Mónaco de Fórmula 3  | Opel Team WTS                           | 1        | 0     | 0         | N/A    | 15.º |
| 1994      | Masters de Fórmula 3                | WTS Motorsport                          | 1        | 0     | 0         | N/A    | 30.º |
| 1995      | Campeonato de Alemania de Fórmula 3 | Opel Team Weber-Trella Stuttgart Racing | 15       | 2     | 3         | 171    | 2.º  |
| 1995      | Gran Premio de Macao                | Mild Seven Opel Team WTS                | 1        | 1     | 1         | N/A    | 1.º  |
| 1995      | Gran Premio de Mónaco de Fórmula 3  | Opel Team WTS                           | 1        | 0     | 0         | N/A    | 2.º  |
| 1995      | Masters de Fórmula 3                | WTS Motorsport                          | 1        | 1     | 0         | N/A    | 2.º  |
| 1996      | Fórmula Nippon                      | X Japan Team LeMans                     | 10       | 2     | 3         | 40     | 1.º  |
| 1996      | All-Japan GT Championship           | Team Lark                               | 6        | 4     | 3         | 60     | 2.º  |
| 1997      | Fórmula 1                           | Benson & Hedges Jordan Peugeot          | 17       | 0     | 0         | 13     | 11.º |
| 1997      | Campeonato FIA GT                   | AMG Mercedes                            | 1        | 0     | 0         | 2      | 29.º |
| 1998      | Fórmula 1                           | Benson & Hedges Jordan                  | 16       | 0     | 0         | 14     | 10.º |
| 1999      | Fórmula 1                           | Winfield Williams F1 Team               | 16       | 0     | 0         | 35     | 6.º  |
| 2000      | Fórmula 1                           | BMW Williams F1 Team                    | 17       | 0     | 0         | 24     | 5.º  |
| 2001      | Fórmula 1                           | BMW Williams F1 Team                    | 17       | 1     | 3         | 49     | 4.º  |
| 2002      | Fórmula 1                           | BMW Williams F1 Team                    | 17       | 0     | 1         | 42     | 4.º  |
| 2003      | Fórmula 1                           | BMW Williams F1 Team                    | 15       | 3     | 2         | 58     | 5.º  |
| 2004      | Fórmula 1                           | BMW Williams F1 Team                    | 12       | 1     | 0         | 24     | 9.º  |
| 2005      | Fórmula 1                           | Panasonic Toyota Racing                 | 18       | 1     | 0         | 45     | 6.º  |
| 2006      | Fórmula 1                           | Panasonic Toyota Racing                 | 18       | 0     | 0         | 20     | 10.º |
| 2007      | Fórmula 1                           | Panasonic Toyota Racing                 | 17       | 0     | 0         | 5      | 16.º |
| 2008      | Deutsche Tourenwagen Masters        | Mücke Motorsport                        | 11       | 0     | 0         | 3      | 14.º |
| 2009      | Deutsche Tourenwagen Masters        | HWA Team                                | 10       | 0     | 0         | 9      | 11.º |
| 2010      | Deutsche Tourenwagen Masters        | HWA Team                                | 11       | 1     | 0         | 3      | 14.º |
| 2011      | Deutsche Tourenwagen Masters        | HWA Team                                | 10       | 0     | 0         | 21     | 8.º  |
| 2012      | Deutsche Tourenwagen Masters        | HWA Team                                | 10       | 0     | 0         | 10     | 17.º |

## Resultados

### Fórmula Nippon
(Clave) (negrita indica pole position) (cursiva indica vuelta rápida)

| Año  | Equipo                     | 1     | 2     | 3      | 4     | 5     | 6       | 7       | 8     | 9     | 10      | Pos. | Puntos |
| ---- | -------------------------- | ----- | ----- | ------ | ----- | ----- | ------- | ------- | ----- | ----- | ------- | ---- | ------ |
| 1996 | X Japan Racing Team LeMans | SUZ 3 | MIN 1 | FUJ 19 | TOK 1 | SUZ 4 | SUG Ret | FUJ Ret | MIN 1 | SUZ 4 | FUJ Ret | 1.º  | 40     |

### Fórmula 1
(Clave) (negrita indica pole position) (cursiva indica vuelta rápida)

| Año     | Escudería                            | 1       | 2       | 3       | 4       | 5       | 6       | 7       | 8       | 9       | 10      | 11      | 12      | 13      | 14     | 15      | 16      | 17      | 18      | 19    | Pos. | Puntos |
| ------- | ------------------------------------ | ------- | ------- | ------- | ------- | ------- | ------- | ------- | ------- | ------- | ------- | ------- | ------- | ------- | ------ | ------- | ------- | ------- | ------- | ----- | ---- | ------ |
| 1997    | Benson & Hedges Total Jordan Peugeot | AUS Ret | BRA Ret | ARG 3   | SMR Ret | MON Ret | ESP Ret | CAN Ret | FRA 6   | GBR 5   | GER 5   | HUN 5   | BEL Ret | ITA Ret | AUT 5  | LUX Ret | JPN 9   | EUR Ret |         |       | 11.º | 13     |
| 1998    | Benson & Hedges Jordan               | AUS Ret | BRA Ret | ARG Ret | SMR 7   | ESP 11  | MON Ret | CAN Ret | FRA 16  | GBR 6   | AUT 5   | GER 6   | HUN 9   | BEL 2   | ITA 3  | LUX Ret | JPN Ret |         |         |       | 10.º | 14     |
| 1999    | Winfield Williams                    | AUS 3   | BRA 4   | SMR Ret | MON Ret | ESP 5   | CAN 4   | FRA 4   | GBR 3   | AUT Ret | GER 4   | HUN 9   | BEL 5   | ITA 2   | EUR 4  | MYS Ret | JPN 5   |         |         |       | 6.º  | 35     |
| 2000    | BMW WilliamsF1 Team                  | AUS 3   | BRA 5   | SMR Ret | GBR 4   | ESP 4   | EUR Ret | MON Ret | CAN 14† | FRA 5   | AUT Ret | GER 7   | HUN 5   | BEL 3   | ITA 3  | USA Ret | JPN Ret | MYS Ret |         |       | 5.º  | 24     |
| 2001    | BMW WilliamsF1 Team                  | AUS Ret | MYS 5   | BRA Ret | SMR 1   | ESP Ret | AUT Ret | MON Ret | CAN 1   | EUR 4   | FRA 2   | GBR Ret | GER 1   | HUN 4   | BEL 7  | ITA 3   | USA Ret | JPN 6   |         |       | 4.º  | 49     |
| 2002    | BMW WilliamsF1 Team                  | AUS Ret | MYS 1   | BRA 2   | SMR 3   | ESP 11† | AUT 4   | MON 3   | CAN 7   | EUR 4   | GBR 8   | FRA 5   | GER 3   | HUN 3   | BEL 5  | ITA Ret | USA 16  | JPN 11† |         |       | 4.º  | 42     |
| 2003    | BMW WilliamsF1 Team                  | AUS 8   | MYS 4   | BRA 7   | SMR 4   | ESP 5   | AUT 6   | MON 4   | CAN 2   | EUR 1   | FRA 1   | GBR 9   | GER Ret | HUN 4   | ITA PO | USA Ret | JPN 12  |         |         |       | 5.º  | 58     |
| 2004    | BMW WilliamsF1 Team                  | AUS 4   | MYS Ret | BHR 7   | SMR 7   | ESP 6   | MON 10† | EUR Ret | CAN DSQ | USA Ret | FRA     | GBR     | GER     | HUN     | BEL    | ITA     | CHN Ret | JPN 2   | BRA 5   |       | 9.º  | 24     |
| 2005    | Panasonic Toyota Racing              | AUS 12  | MYS 5   | BHR 4   | SMR 9   | ESP 4   | MON 6   | EUR Ret | CAN 6   | USA PO  | FRA 7   | GBR 8   | GER 6   | HUN 3   | TUR 12 | ITA 6   | BEL 7   | BRA 8   | JPN 8   | CHN 3 | 6.º  | 45     |
| 2006    | Panasonic Toyota Racing              | BHR 14  | MYS 8   | AUS 3   | SMR 9   | EUR Ret | ESP Ret | MON 8   | GBR Ret | CAN Ret | USA Ret | FRA 4   | GER 9   | HUN 6   | TUR 7  | ITA 15  | CHN Ret | JPN 7   | BRA Ret |       | 10.º | 20     |
| 2007    | Panasonic Toyota Racing              | AUS 8   | MYS 15  | BHR 12  | ESP Ret | MON 16  | CAN 8   | USA Ret | FRA 10  | GBR Ret | EUR Ret | HUN 6   | TUR 12  | ITA 15  | BEL 10 | JPN Ret | CHN Ret | BRA 11  |         |       | 16.º | 5      |
| Fuente: |                                      |         |         |         |         |         |         |         |         |         |         |         |         |         |        |         |         |         |         |       |      |        |

### Deutsche Tourenwagen Masters
(Clave) (negrita indica pole position) (cursiva indica vuelta rápida)

| Año  | Equipo           | Automóvil                  | 1      | 2       | 3       | 4      | 5       | 6       | 7       | 8       | 9       | 10      | 11     | Pos. | Puntos |
| ---- | ---------------- | -------------------------- | ------ | ------- | ------- | ------ | ------- | ------- | ------- | ------- | ------- | ------- | ------ | ---- | ------ |
| 2008 | Mücke Motorsport | AMG-Mercedes C-Klasse 2007 | HOC 14 | OSC 10  | MUG Ret | LAU 13 | NOR 16  | ZAN 12  | NÜR 8   | BRH 15  | CAT 7   | BUG Ret | HOC 14 | 14.º | 3      |
| 2009 | HWA Team         | AMG-Mercedes C-Klasse 2009 | HOC 9  | LAU 10  | NOR 6   | ZAN 10 | OSC 11  | NÜR 7   | BRH 9   | CAT 13  | DIJ 5   | HOC Ret |        | 11.º | 9      |
| 2010 | HWA Team         | AMG-Mercedes C-Klasse 2009 | HOC 9  | VAL Ret | LAU 9   | NOR 11 | NÜR 6   | ZAN 9   | BRH Ret | OSC 9   | HOC Ret | ADR 12  | SHA 10 | 14.º | 3      |
| 2011 | HWA Team         | AMG-Mercedes C-Klasse 2009 | HOC 3  | ZAN 11  | SPL 2   | LAU 12 | NOR 6   | NÜR Ret | BRH 5   | OSC Ret | VAL 13  | HOC 11  |        | 8.º  | 21     |
| 2012 | HWA Team         | AMG Mercedes C-Coupé 2012  | HOC 7  | LAU 10  | BRH 19  | SPL 11 | NOR Ret | NÜR 13  | ZAN 10  | OSC 13  | VAL 14  | HOC 9   |        | 17.º | 10     |